# 氧氮化物

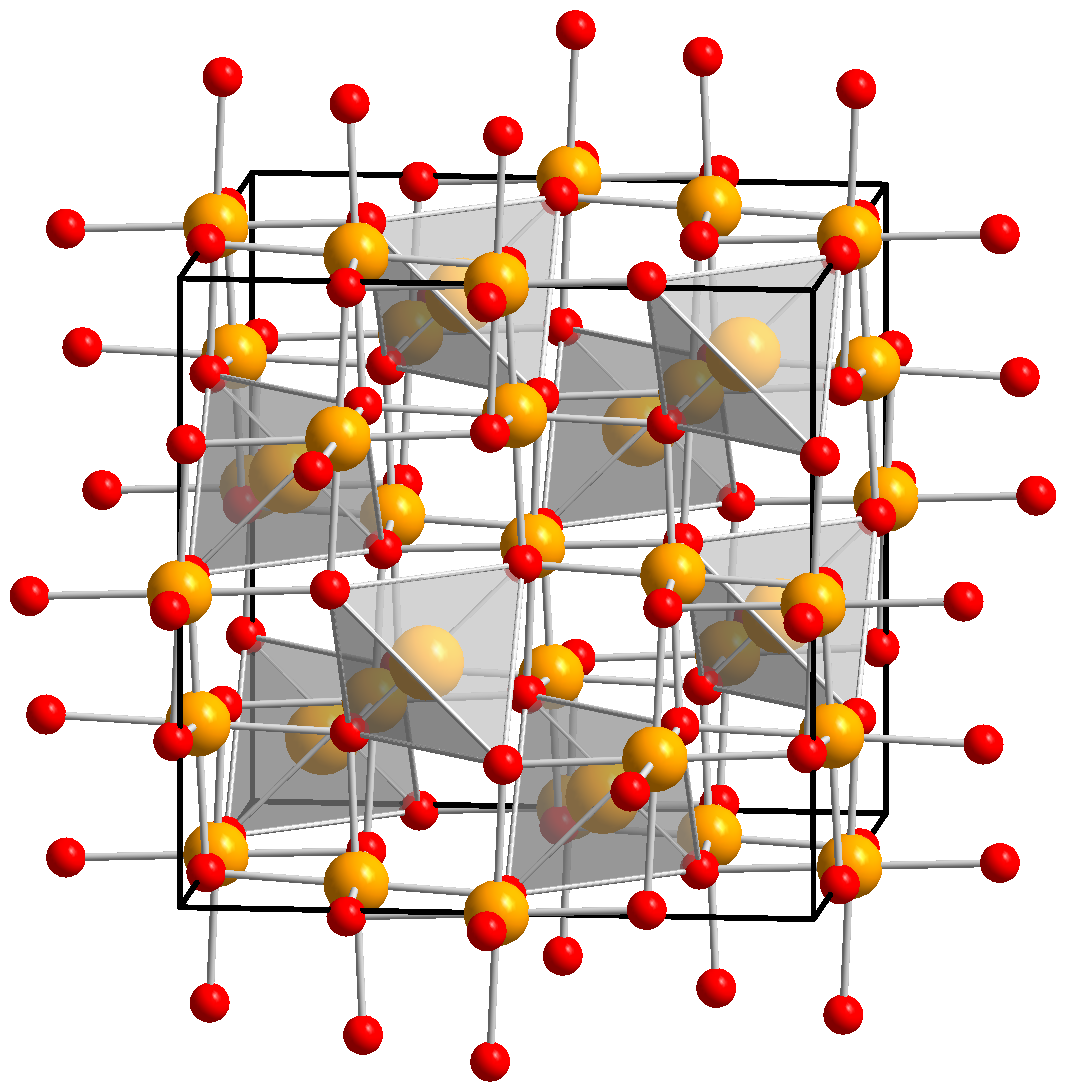
氧氮化铝的结构，其中橙色表示Al^{3+}，红色表示O^{2−}/N^{3−}。它的商品名是ALON。

氧氮化物是一类无机化合物，其中氮原子和氧原子不互相连接，它们分别和另一金属或非金属元素相连，如氧氮化铝。氮氧化物也可以形成阴离子（氮杂氧酸盐），如氮基锇酸钾，在其阴离子中，氮和氧分别与锇原子相连，而它们之间并不成键。
相比于氧化物，氧氮化物的带隙更小。